# 向洋站
向洋站（日语：／ Mukainada eki */?）是位於廣島縣安藝郡府中町青崎南，西日本旅客鐵道（JR西日本）山陽本線的車站，實際上在運輸系統上也是吳線車站。車站位於廣島城市網絡內。
車站位於安藝郡府中町青崎南，不是向洋。車站名稱「向洋」是來自廣島市南區的向洋地區，車站距離向洋地區以南1公里。此站最接近萬事得總部的車站，在平日早上時段，有許多在萬事得上班的員工使用此站，使車站十分繁忙。在車站周邊的平交道於早上和黃昏時段會變成「不會開的平交道」。

## 歷史

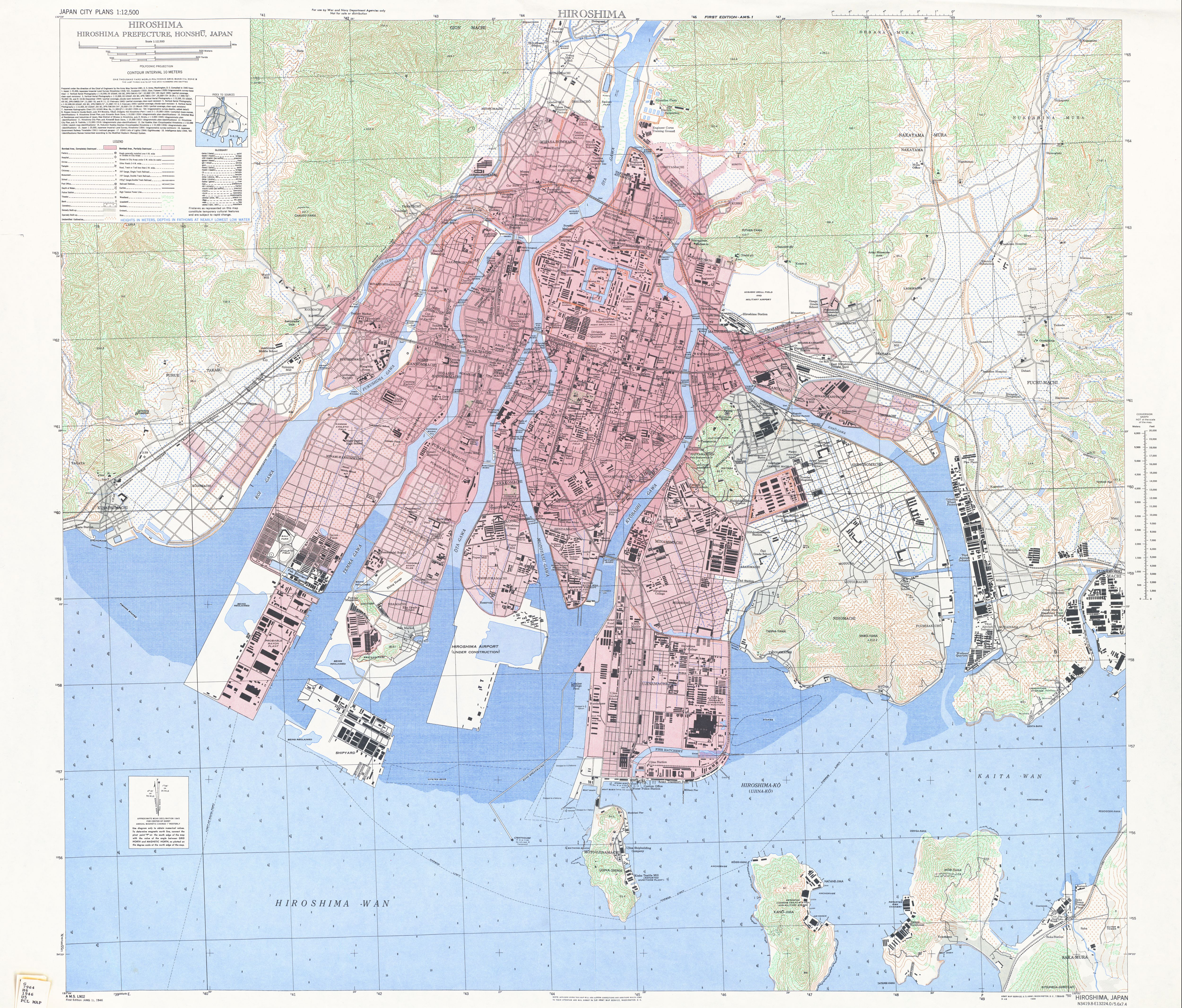
1945年由美軍製作的廣島市地圖。當中標示了"Mukainada Station"。

- 1920年（大正9年）8月1日 - 鐵道省山陽本線海田市站至廣島站之間開設此站。為旅客、貨運車站。
- 1962年（昭和37年）9月1日 - 終止貨物起卸業務。
- 1980年（昭和55年）10月1日 - 實施時間表修正（日语：1980年10月1日国鉄ダイヤ改正），成為吳線快速列車停車站。
- 1987年（昭和62年）
  - 2月1日 - 綠色窗口開始營業。
  - 4月1日 - 伴隨國鐵分割民營化，車站由西日本旅客鐵道（JR西日本）營運。
- 1996年（平成8年）3月16日 - 實施時間表修正，吳線快速列車在11年後復活，但是此站為通過車站。
- 2007年（平成19年）
  - 4月26日 - 引入自動閘機（日语：自動改札機）。
  - 9月1日 - 此站可以使用ICOCA。
  - 10月1日 - 綠色窗口的營業時間變更，平日與星期六、假日的時間有所不同，並且提早關閉時間。
- 2011年（平成23年）
  - 3月26日 - 車站北出口與北出口閘口啟用[1][2]。同日，北出口由JR西日本廣島MAINTEC（日语：JR西日本広島メンテック）負責車站業務。
  - 4月1日 - 南出口的車站業務由JR西日本廣島MAINTEC負責，成為業務委託車站。
- （日期不詳） - JR西日本廣島MAINTEC的吳營業所由吳站遷移此站，成為西條、吳營業所[注 1][5]。

## 未來工程
- 2027年（令和9年） - 海田市站到向洋站高架化工程預訂[6]。
- 2036年（令和18年） - 海田市站到向洋站高架化工程完工[6]。

## 車站構造

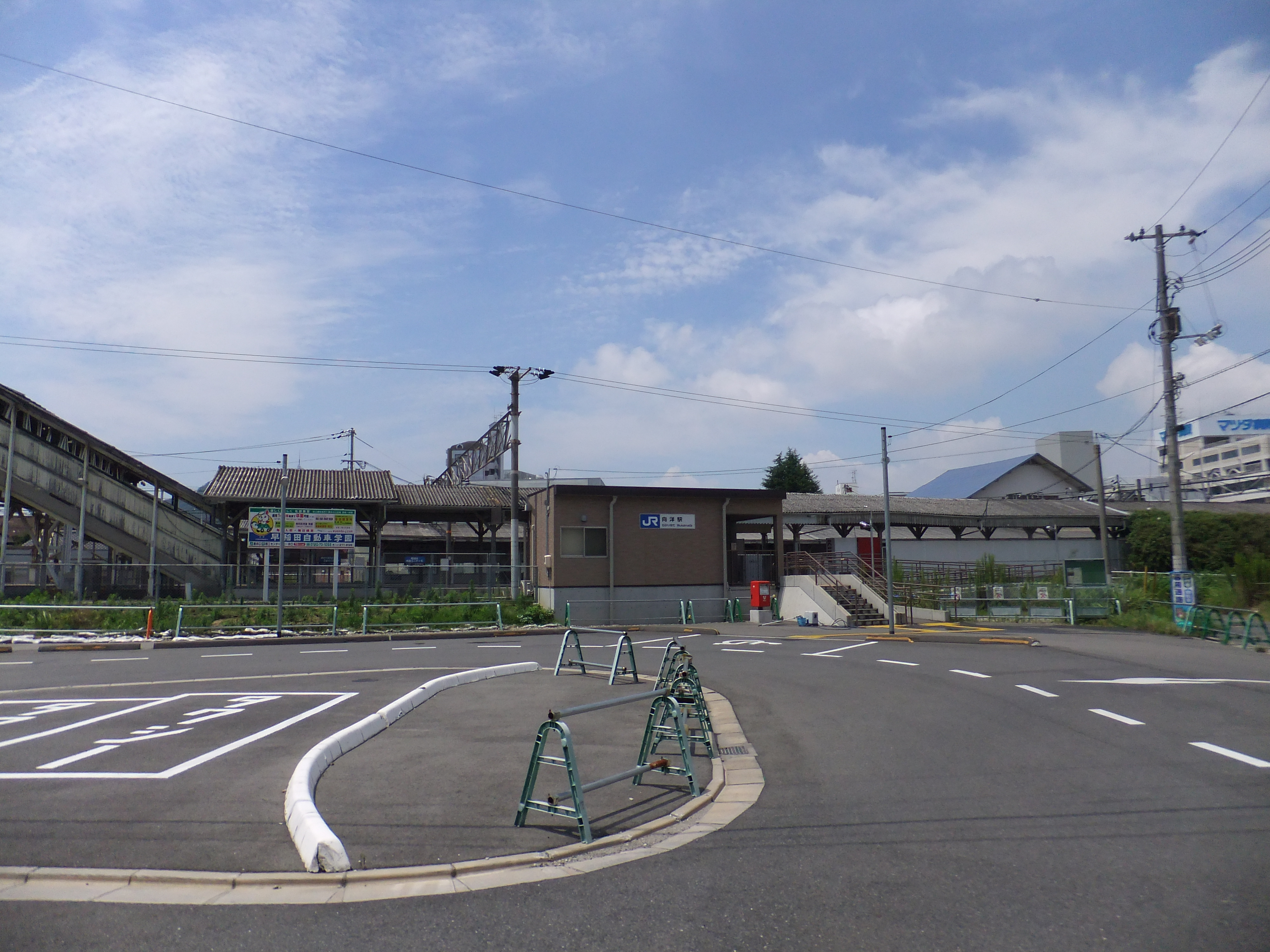
北出口（2014年8月12日）

車站是一座地面車站，設有2面4線的相對式月台，外側2線（旅客線）只有月台供乘客上落。而內側2線（2、3號月台）為貨物線，上行貨物列車會使用3號月台，下行貨物列車會使用2號月台通過。車站設有轉轍器和絶對信號機，被定義為停留所。
車站大樓乸閘口在開業長久之來都位於南邊，廣島方向月台一方。並設有跨線橋連接北邊三原方向月台。在2011年在北邊開設了小規模車站大樓與閘口。另外，南出口閘口從前設有卷動字幕式出發列車顯示牌，現時改用LED式出發列車顯示牌。2019年3月，在北出口閘口中也新設LED式出發列車顯示牌。而兩閘口，與鄰站海田市站相同，使用同一款出發列車顯示牌。
列車進站（或通過）時，月台會播放進站音樂，在2019年3月新設了LED式出發列車顯示牌，現時的廣播也更新為詳細型廣播。
車站是由西條站管理，並由JR西日本廣島MAINTEC負責車站業務，為業務委託車站。此站不是位於廣島市，而是位於其市包圍的府中町。另外，此站位於JR特定都區市內制度中，「廣島市內」的車站（但是車站與鄰站海田市站不是位於廣島市內）。車站可以使用ICOCA與其互相可以使用的IC卡。
另外，此站正在計劃進行廣島市東部地區連續立體化項目。此站中，會把內側線也建設月台，並成為2面4線的島式月台。在天神站站一方將加設渡線，內側2線改為山陽本線（旅客、貨運共用）使用，外側2線為吳線使用。

### 月台
| 月台 | 路線                   | 上下行 | 方向                 |
| ---- | ---------------------- | ------ | -------------------- |
| 1    | 山陽本線 （包含 吳線） | 下行   | 廣島、岩國方向       |
| 4    | 山陽本線               | 上行   | 瀨野、西條、三原方向 |
| 4    | 吳線                   | 上行   | 吳、廣方向           |

## 使用狀況
- 以下數據是來自《廣島市統計書》與《廣島縣統計年鑑》與《廣島市勢要覧》。

| 年度               | 1日平均 乘車人次 | 年度 乘客總數 | 年度 下車總數 | 年度 起載貨物(t) | 年度 卸載貨物(t) |
| ------------------ | ---------------- | ------------- | ------------- | ---------------- | ---------------- |
| 1952年（昭和27年） | 4,362.2          | 1,592,185     | -             | -                | -                |
| 1953年（昭和28年） | 4,370.2          | 1,595,138     | -             | -                | -                |
| 1954年（昭和29年） | 4,352.8          | 1,588,790     | -             | -                | -                |
| 1955年（昭和30年） | 4,225.9          | 1,546,675     | -             | -                | -                |
| 1956年（昭和31年） | 4,395.5          | 1,604,370     | -             | -                | -                |
| 1957年（昭和32年） | 4,749.0          | 1,733,388     | -             | 2,096            | 1,012            |
| 1958年（昭和33年） | 4,523.6          | 1,651,117     | 1,710,228     | 1,543            | 810              |
| 1959年（昭和34年） | 5,141.2          | 1,881,675     | 1,961,871     | 1,549            | 880              |
| 1960年（昭和35年） | 6,858.9          | 2,503,490     | 2,597,535     | 1,242            | 905              |
| 1961年（昭和36年） | 7,496.9          | 2,736,352     | 2,771,757     | 593              | 626              |
| 1962年（昭和37年） | 7,730.1          | 2,821,502     | 2,847,458     | 34               | 21               |

以上為1日平均乘車人次數據。隨後把年度除365日（由於設有閏年的關係，1955、1959年會除366），再取自兩位小數點再四捨五入。
| 年度               | 1日平均 乘車人次 | 年度 總數 | 定期票 總數 | 普通票 總數 |
| ------------------ | ---------------- | --------- | ----------- | ----------- |
| 1963年（昭和38年） | 8,112.7          | 5,938,502 | 5,599,662   | 338,840     |
| 1964年（昭和39年） | 8,121.0          | 5,928,329 | 5,572,104   | 356,225     |
| 1965年（昭和40年） | 7,422.2          | 5,418,184 | 5,061,620   | 356,564     |
| 1966年（昭和41年） | 7,249.8          | 5,292,377 | 4,911,820   | 380,557     |
| 1967年（昭和42年） | 6,657.0          | 4,872,952 | 4,495,704   | 377,248     |
| 1968年（昭和43年） | 5,880.8          | 4,293,020 | 3,888,320   | 404,700     |
| 1969年（昭和44年） | 5,242.3          | 3,826,907 | 3,448,160   | 378,747     |
| 1970年（昭和45年） | 5,144.8          | 3,755,695 | 3,318,892   | 436,803     |
| 1971年（昭和46年） | 6,024.4          | 4,409,861 | 3,783,492   | 626,369     |
| 1972年（昭和47年） | 7,303.7          | 5,331,696 | 4,586,292   | 745,404     |
| 1973年（昭和48年） | 8,555.8          | 6,245,745 | 5,132,756   | 1,112,989   |
| 1974年（昭和49年） | 8,906.6          | 6,501,797 | 5,382,804   | 1,118,993   |
| 1975年（昭和50年） | 7,976.5          | 5,838,803 | 4,625,062   | 1,213,741   |
| 1976年（昭和51年） | 8,308.6          | 6,065,244 | 4,843,170   | 1,222,074   |
| 1977年（昭和52年） | 8,002.8          | 5,842,038 | 4,702,318   | 1,139,720   |
| 1978年（昭和53年） | 7,196.5          | 5,253,467 | 4,231,964   | 1,021,503   |

以上為1日平均乘車人次數據，當中假設上車與下車人數相同。隨後把年度除365日（由於設有閏年的關係，1963、1967、1971、1975年會除366），再除2（上車與下車人次），最後取自兩位小數點再四捨五入。
| 年度                | 1日平均 乗車人員 |
| ------------------- | ---------------- |
| 1979年（昭和54年）  | 6,928            |
| 1980年（昭和55年）  | 7,495            |
| 1981年（昭和56年）  | 8,027            |
| 1982年（昭和57年）  | 7,747            |
| 1983年（昭和58年）  | 7,873            |
| 1984年（昭和59年）  | 8,540            |
| 1985年（昭和60年）  | 9,036            |
| 1986年（昭和61年）  | 9,573            |
| 1987年（昭和62年）  | 9,790            |
| 1988年（昭和63年）  | 10,472           |
| 1989年（平成 元年） | 11,131           |
| 1990年（平成02年）  | 12,224           |
| 1991年（平成03年）  | 13,039           |
| 1992年（平成04年）  | 13,676           |
| 1993年（平成05年）  | 13,802           |
| 1994年（平成06年）  | 13,276           |
| 1995年（平成07年）  | 13,073           |
| 1996年（平成08年）  | 13,103           |
| 1997年（平成09年）  | 13,184           |
| 1998年（平成10年）  | 13,388           |
| 1999年（平成11年）  | 13,112           |
| 2000年（平成12年）  | 12,807           |
| 2001年（平成13年）  | 11,976           |
| 2002年（平成14年）  | 11,915           |
| 2003年（平成15年）  | 12,335           |
| 2004年（平成16年）  | 10,121           |
| 2005年（平成17年）  | 9,504            |
| 2006年（平成18年）  | 9,787            |
| 2007年（平成19年）  | 10,001           |
| 2008年（平成20年）  | 9,774            |
| 2009年（平成21年）  | 9,129            |
| 2010年（平成22年）  | 9,141            |
| 2011年（平成23年）  | 9,476            |
| 2012年（平成24年）  | 9,640            |
| 2013年（平成25年）  | 9,877            |
| 2014年（平成26年）  | 10,116           |
| 2015年（平成27年）  | 10,728           |
| 2016年（平成28年）  | 11,293           |
| 2017年（平成29年）  | 11,728           |

乘車人次圖表

## 車站周邊
- 萬事得總部（步行約5分鐘）
  - 萬事得博物館
- 萬事得醫院
- 廣島東警署（日语：広島東警察署）向洋站前崗亭
- 國道2號
- 府中南交流中心
- 府中南公民館
- 鹿籠神社
- 廣島銀行向洋分店
- 紅葉銀行向洋分店
- 廣島信用金庫（日语：広島信用金庫）向洋分店
- 府中町立府中南小學
- 廣島市立青崎小學

## 相鄰車站
西日本旅客鐵道
 山陽本線、 吳線（海田市站至廣島站之間為山陽本線）
■快速「城市快車」（只有星期六及假日下行班次）、■快速「通勤快車」（只有平日早上下行班次）、■快速「安藝路快車」
通過
■普通
海田市－向洋－天神川

## 注腳

## 外部連結
- 向洋｜車站資訊：JR出門網 - 西日本旅客鐵道